# میخیلو استاراستیاک
میخیلو استاراستیاک (اوکراینی: Михайло Старостяк؛ زادهٔ ۱۳ اکتبر ۱۹۷۳) بازیکن فوتبال اهل اوکراین است.
از باشگاه‌هایی که در آن بازی کرده‌است می‌توان به باشگاه فوتبال کریفباس کریفیی ریه، باشگاه فوتبال شینیک یاروسلاول، باشگاه فوتبال شاختار دونتسک، باشگاه فوتبال سیمرغ زاقاتالا، و باشگاه فوتبال اسپارتاک ایوانو-فرانکیفسک اشاره کرد.
وی همچنین در تیم ملی فوتبال اوکراین بازی کرده‌است.